# Ducado de Montellano
El ducado de Montellano, con grandeza de España, es un título nobiliario español, creado el 4 de febrero de 1705, por el rey Felipe V de España, para José de Solís y Valderrábano quien había sido desde el 30 de octubre de 1681 el conde de Montellano y también adelantado de Yucatán, título este último heredado por la vía de su padre, del antecesor familiar Francisco de Montejo, conquistador de tal provincia de la Nueva España en 1546.

## Denominación
Su denominación hace referencia al municipio de Montellano, provincia de Sevilla.

## Armas
Escudo de Solís.

## Historia
En Narros de Saldueña, se encuentra una de las primeras construcciones de estos duques, un castillo de finales del siglo xv, que había encargado edificar la familia Valderrábano.

## Duques de Montellano
|                       | Titular                                                            | Periodo               |
| Creación por Felipe V | Creación por Felipe V                                              | Creación por Felipe V |
| --------------------- | ------------------------------------------------------------------ | --------------------- |
| i                     | José de Solís y Valderrábano                                       | 1705-1713             |
| ii                    | Alfonso de Solís y Osorio                                          | 1714-1717             |
| iii                   | José Ignacio de Solís y Gante                                      | 1717-1765             |
| iv                    | Alonso Vicente de Solís y Folch de Cardona                         | 1765-1780             |
| v                     | Álvaro de Solís-Wignacourt y Folch de Cardona                      | 1780-1806             |
| vi                    | María Vicenta de la Soledad de Solís-Wignacourt y Lasso de la Vega | 1806-1840             |
| vii                   | María del Pilar Osorio y Gutiérrez de los Ríos                     | 1848-1921             |
| viii                  | Felipe Falcó y Osorio                                              | 1922-1931             |
| ix                    | Manuel Falcó y Escandón                                            | 1934/1950 -1975       |
| x                     | Carla Pía Falcó y Medina                                           | 1979-                 |

## Historia de los duques de Montellano

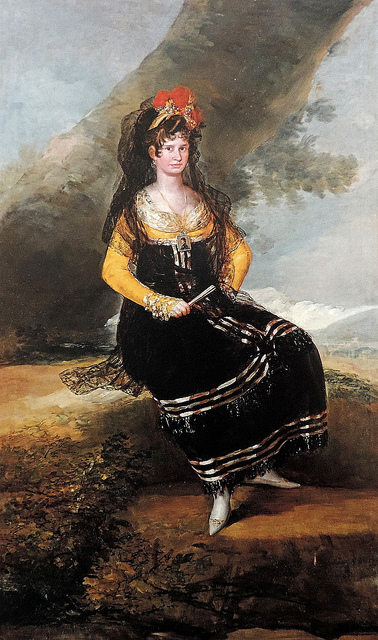
María Vicenta de Solís-Wignacourt y Lasso de la Vega, VI duquesa de Montellano, por Goya, pintado hacia 1803

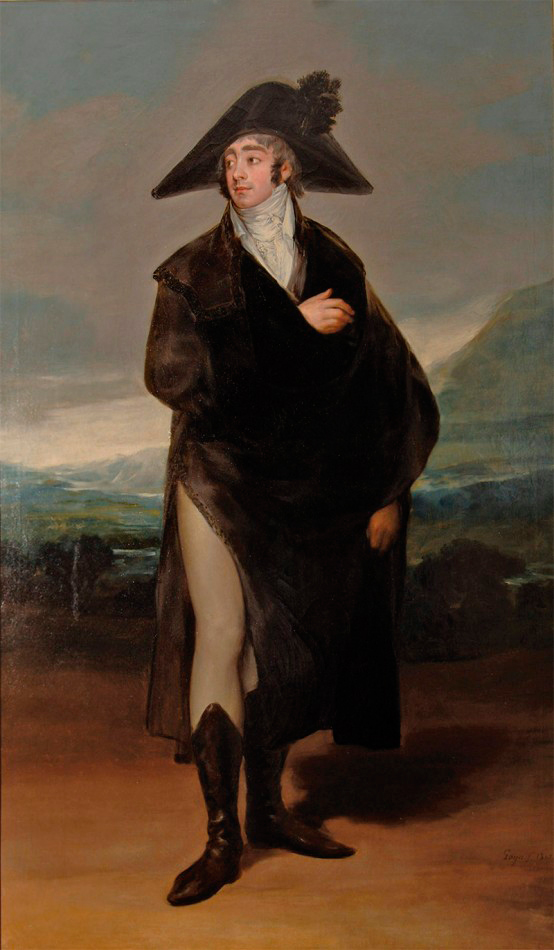
Carlos José Gutiérrez de los Ríos, i duque de Fernán Núñez, duque consorte de Montellano por Goya, pintado hacia 1803

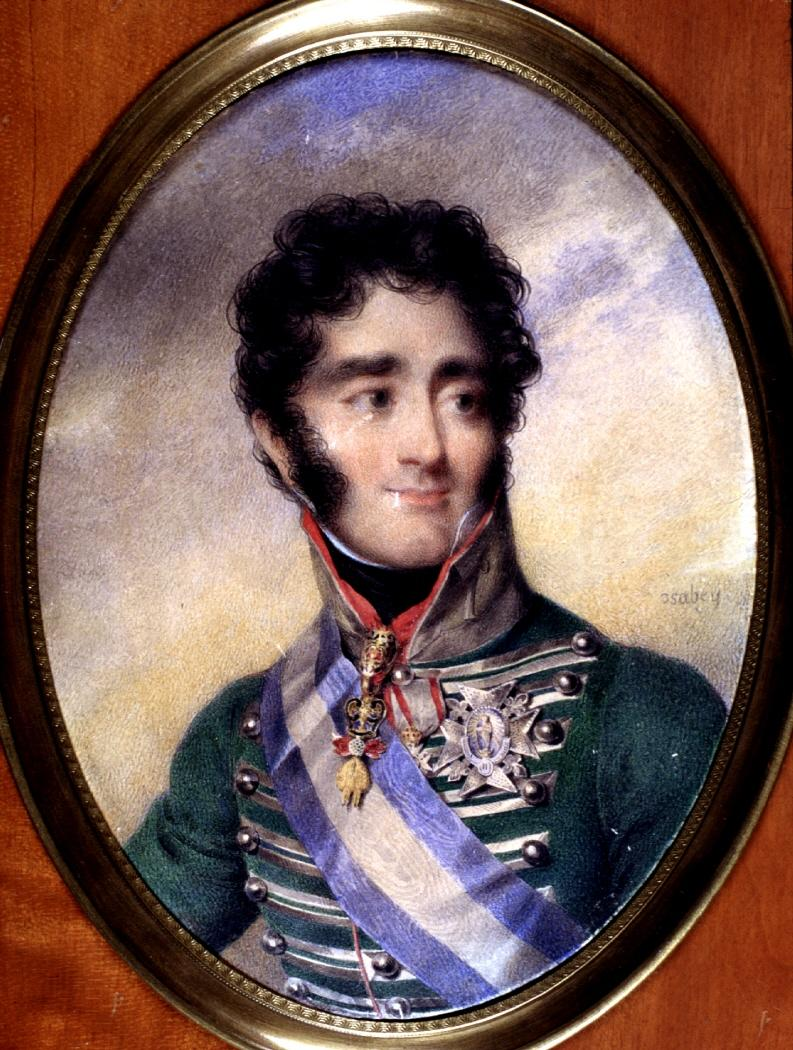
i duque de Fernán Núñez, duque consorte de Montellano, por Jean-Baptiste Isabey, pintado hacia 1817

- i duque: José de Solís y Valderrábano (Salamanca, 15 de abril de 1643. 1 de noviembre de 1713),virrey de Cerdeña, miembro del Consejo de Estado, presidente de los Consejos de Indias, Castilla y Órdenes, mayordomo mayor de la reina.[4]

Se casó con Clara Osorio y Fonseca (m. 9 de octubre de 1676), hija de Antonio Osorio, vi señor de Villacis y Ana María de Fonseca, v condesa de Villanueva de Cañedo. Le sucedió su hijo:
- ii duque: Alfonso de Solís y Osorio (m. 1717),[4] creado i conde de Saldueña por el rey Felipe V el 4 de febrero de 1705.[5]

Contrajo matrimonio el 14 de septiembre de 1680 con Luisa de Gante y Sarmiento, camarera mayor de la reina, hija de Balthazar Philippe de Gand-Vilain, príncipe de Masmines y conde de Isenghien y de Luisa Sarmiento, hija del i duque de Salvatierra. Le sucedió su hijo:
- iii duque: José Ignacio de Solís y Gante (Salamanca, 19 de abril de 1683-Madrid, 25 de junio de 1763), mayordomo del rey[4] y ii conde de Saldueña.[6]

Se casó el 27 de julio de 1704 con Josefa María Folch de Cardona y Belvís de Moncada (m. 9 de marzo de 1716), iv marquesa de Castelnovo y iv marquesa de Pons, hija de Felipe Folch de Cardona Milán y de Teresa Belvís Escrivá y Moncada. Le sucedió su hijo:
- iv duque: Alonso Vicente de Solís y Folch de Cardona (Madrid, 5 de noviembre de 1708-3 de agosto de 1780), v marqués de Pons y marqués de Castelnovo, teniente general, virrey de Navarra y caballero de la Orden del Toisón de Oro,[4] caballero de la Orden de Calatrava y de la de Orden de San Genaro, gentilhombre de cámara con ejercicio.[8]

Contrajo un primer matrimonio el 2 de enero de 1732 con María Manuela Centurión y Velasco (m. 19 de julio de 1733). Se casó en segundas nupcias el 10 de mayo de 1737 con María Augusta de Wignacourt Arenberg y Manrique de Lara, iv condesa de Frigiliana, duquesa de Aremberg, condesa de Lannoy, etc.  Le sucedió su hijo:
- v duque: Alonso de Solís-Wignacourt y Folch de Cardona (1756-11 de noviembre de 1806),[4] vi marqués de Pons, iv conde de Saldueña.

Se casó en primeras nupcias el 20 de octubre de 1773 con María Andrea Lasso de la Vega Manrique (m. 2 de junio de 1788), xi marquesa de Miranda de Anta, iii duquesa de Arco y vii condesa de Puertollano. Contrajo un segundo matrimonio el 2 de abril de 1801 con María Vicenta Ferrer de Próxita, condesa de Almenara.  Le sucedió su hija del primer matrimonio:
- vi duquesa: María Vicenta de la Soledad de Solís-Wignacourt y Lasso de la Vega (2 de octubre de 1780-2/4 de junio de 1840),[9] iii duquesa del Arco, xii marquesa de Miranda de Anta, vii condesa de Saldueña, vii condesa de Puertollano, v condesa de Frigiliana.

Se casó en primeras nupcias con Carlos José Francisco de Paula Gutiérrez de los Ríos y Sarmiento de Sotomayor (Lisboa, 3 de enero de 1779 - París, 27 de noviembre de 1822), vii conde y i duque de Fernán Núñez, grande de España, vi marqués de Castel-Moncayo, x marqués de Alameda, xi conde de Barajas, iv conde de Villanueva de las Achas, xix señor de la Higuera de Vargas, xix señor de las villas de Burguillos, la Higuera de Vargas, Valverde y las Atalayas, xvi señor de San Fagundo, xi señor de la Pulgosa y Cofrentes, señor de Espadero, etc. Contrajo un segundo matrimonio el 18 de febrero de 1824 con Filibert de Mahy y Brauli (m. 8 de enero de 1881). Le sucedió su nieta, hija de María Francisca de Asís Gutiérrez de los Ríos, ii duquesa de Fernán Nuñez, vii marquesa de Castel-Moncayo, xi marquesa de la Alameda, xii condesa de Barajas, v condesa de Villanueva de las Achas, y de su esposo Felipe Osorio y de la Cueva, v marqués de la Mina, vii conde de Cervellón, conde de Aroca, xii conde de Elda:
- vii duquesa: María del Pilar Osorio y Gutiérrez de los Ríos (Madrid, 10 de diciembre de 1829-1 de septiembre de 1921),[9] iii duquesa de Fernán Núñez, duquesa del Arco y condesa de Cervellón, viii marquesa de Castel-Moncayo[10] y XII marquesa de Alameda.

Casó con Manuel Luis Pascual Falcó d'Adda y Valcárcel (n Milán, 26 de febrero de 1838), marqués de Almonacid de los Oteros, v marqués del Arco, conde de Cervellón, y de Siruela. Le sucedió su hijo:
- viii duque: Felipe Falcó y Osorio,[10] (Madrid, 5 de noviembre de 1859-París, 12 de abril de 1931),[9][11] ix marqués de Castel-Moncayo, y x conde de Puertollano. Fue concejal y alcalde de Madrid, gentilhombre grande de España con ejercicio y servidumbre, diputado por el distrito de la ciudad de Salamanca, senador por derecho propio, Gran Cruz de Carlos III y maestrante de Valencia.[10]

Contrajo matrimonio el 19 de noviembre de 1891 en París con Carlota Maximiliana de Escandón y Barrón, Dama de la Reina Victoria Eugenia de España. Le sucedió en 1934 su hijo, título convalidado el 27 de enero de 1950:
- ix duque: Manuel Falcó y Escandón (1892-28 de julio de 1975),[9][12][11] xi marqués de Castel-Moncayo,[13] vii conde de Villanueva de las Achas,[14] x marqués de Pons, también gentilhombre grande de España con ejercicio y servidumbre del rey Alfonso XIII y diputado en el Congreso por Valencia en 1923.[15]

Se casó el 16 de julio de 1928 con Hilda Joaquina Fernández de Córdoba y Mariátegui, hija de los duques de Arión, también como su suegra Dama de la Reina Victoria Eugenia de España, iii condesa de Santa Isabel, xiii marquesa de Mirabel y xii condesa de Berantevilla. Le sucedió, de su hijo Felipe Falcó y Fernández de Córdoba, x marqués de Pons y de su esposa María del Rocío de Medina y Liniers, su nieta:
- x duquesa: Carla Pía Falcó y Medina (n. 1957),[16] iv condesa de Santa Isabel, xii marquesa de Pons. En 2010, cedió el marquesado de Pons, a su hijo Felipe José Matossian y Falcó, que se convirtió, en 2011, en el xii marqués de Pons.[17]

Casada el 29 de septiembre de 1981 con Jaime Matossian Osorio.